# Futsal-liiga 2007-2008
La Futsal-liiga 2007-2008 è stato l'undicesimo campionato finlandese di calcio a 5, svoltosi nel 2007-08 e per l'ultima volta con la formula della stagione regolare a dieci squadre senza play-off. La vittoria è andata per la seconda volta nella sua storia al Golden FT Espoo.

## Classifica finale
| Pos | Squadra             | Pti | G  | V  | N | P  | GF  | GS  |
| --- | ------------------- | --- | -- | -- | - | -- | --- | --- |
| 1   | Golden FT Espoo     | 43  | 18 | 14 | 1 | 3  | 104 | 67  |
| 2   | Porin Palloilijat   | 41  | 18 | 13 | 2 | 3  | 83  | 43  |
| 3   | TPK Turku           | 35  | 18 | 11 | 2 | 5  | 91  | 48  |
| 4   | Ruutupaidat Vaasa   | 27  | 18 | 9  | 0 | 9  | 86  | 95  |
| 5   | Ilves FS            | 26  | 18 | 8  | 2 | 8  | 67  | 78  |
| 6   | Mad Max Valkeakoski | 25  | 18 | 7  | 4 | 7  | 77  | 61  |
| 7   | Tervarit Oulu       | 25  | 18 | 8  | 1 | 9  | 63  | 73  |
| 8   | Loiske Saaksjarvi   | 16  | 18 | 4  | 4 | 10 | 62  | 81  |
| 9   | VALO Vantaa         | 11  | 18 | 3  | 2 | 13 | 54  | 101 |
| 10  | TP-Kaarle Kokkola   | 10  | 18 | 2  | 4 | 12 | 79  | 119 |